# Drop the Boy
"Drop the Boy" es una canción de la boy band británica Bros. Fue escrita por Nicky Graham y Tom Watkins y lanzada en marzo de 1988 como sencillo siguiente de "When Will I Be Famous?". El sencillo alcanzó el número uno en Irlanda y el número dos en el Reino Unido, y fue certificado plata en el Reino Unido. Además, alcanzó su punto máximo entre los 10 primeros también en Australia, Dinamarca, Nueva Zelanda, Noruega, Suiza y Alemania Occidental.

## Recepción crítica
Debbi Voller de Number One concluyó en su reseña de la canción: "Será muy importante, y con razón".